# لویبده شرقی
لویبده شرقی (به عربی: لویبدة شرقیة) یک روستا در سوریه است که در ناحیه سنجار واقع شده‌است. لویبده شرقی ۱۷۲ نفر جمعیت دارد.